# Vanil Noir
Vanil Noir je hora ve Švýcarsku, vysoká 2389 m. Nachází se nedaleko vesnice Grandvillard ve Freiburských Alpách na hranici kantonů Fribourg a Vaud. Je nejvyšším vrcholem kantonu Fribourg.
Název pochází z franko-provensálského výrazu vanél (skála) a francouzského noir (černý).
Hora má tvar trojboké pyramidy a tvoří ji vápenec. Severním směrem teče potok Jogne, který se vlévá do jezera Lac de la Gruyère. Nachází se zde jeskyně Gouffre des Diablotins.
Oblast okolo hory o rozloze 15 km byla v roce 1983 vyhlášena přírodní rezervací. Žije v ní kozorožec horský, kamzík horský, orebice horská a bělokur horský, roste včelník skalní, len vytrvalý a rudohlávek jehlancovitý.